# Farel Gott
Farel Gott – warszawska grupa muzyczna założona w 2004 roku z inicjatywy Igora Wójcika (gitara), Grzegorza Graczkowskiego (bas) i Grzegorza Kaczmarskiego (perkusja).
W maju 2004 do zespołu dołączył Jakub Pieniążek (wokal, gitara).
Miesiąc później nagrali premierowy materiał (demo A lot of mess will make you famous)
zrealizowany przez Macieja Miechowicza (Kobong, Neuma). Piosenki z A lot of mess will make you famous, jak i późniejszych nagrań emitowane były na antenie wielu stacji radiowych w Polsce i za granicą, a utwór Soul Seeker osiągnął 1. miejsce na liście przebojów Antyradia.
Klaustrofobiczne brzmienie nagrania sprawiło, że muzyce zespołu nadano łatkę stone rock. Kolejne nagrania oraz koncerty udowodniły jednak, że muzycy Farel Gott umiejętnie łączą ekspresyjny chaos, niekontrolowaną energię, psychodeliczną esencję w jedną, spójną całość nie zwracając uwagi na gatunki muzyczne.
Po roszadach personalnych, na stanowisku perkusisty pojawił się Łukasz Kutyński.
Od roku 2004 zespół zagrał kilkadziesiąt koncertów w tym na Summer of Music Festival,
Open’er Festival oraz Berlinie (klub Silver Wings, w którym grali m.in. Queens of the Stone Age, Billy Talent czy IAMX).
W roku 2007 zespół nagrał i wydał własnym sumptem debiutancki LP, a otwierający go utwór Moth Revolver został wydany w USA, na składance Riot on Sunset Vol.2 (272 Records)
W czerwcu 2012 roku miejsce Jacka Topolskiego w roli basisty zajął Marek Ignatiuk.
Zespół po chwilowej przerwie wznowił działalność i jest w trakcie nagrywania nowego materiału.

## Muzycy
- Jakub Pieniążek – śpiew, gitara, teksty
- Igor Wójcik – gitara
- Marek Ignatiuk – gitara basowa
- Łukasz Kutyński – perkusja

## Dyskografia
Demo
- A lot of mess will make you famous (2004)

EP
- Mess Tour Session (2006)

Albumy
- Farel Gott (2007)

EP
- Fuck on/off (2008)